# Eucalyptus relicta
Eucalyptus relicta là một loài thực vật có hoa trong Họ Đào kim nương. Loài này được Hopper & Ward.-Johnson mô tả khoa học đầu tiên năm 2004.